# アレシャンドレ・ダ・シルバ
グーガ (Guga) こと、アレシャンドレ・ダ・シルバ（Alexandre da Silva, 1964年6月14日 - ）は、ブラジル・リオデジャネイロ出身の元サッカー選手。ポジションはフォワード。

## 経歴
1985年にエクアドルリーグの得点王に輝く。1993年のブラジル全国選手権得点王に輝き、サントスFCの優勝に貢献した。その後サウジアラビアでも得点王に輝く。しかし1996年8月に移籍したセレッソ大阪では不発に終わった。

## 所属クラブ
- 1984年  ADカボフリエンセ
- 1984年  ACジュベントス
- 1985年 - 1987年  CSCDエスメラルダス・ペトロレロ（スペイン語版）
- 1987年  イタブーナEC
- 1987年 - 1989年  アトレチコ・ミネイロ
- 1989年  ゴイアニアEC（ポルトガル語版）
- 1990年  ゴイアスEC
- 1990年  CRフラメンゴ
- 1990年  SCインテルナシオナル
- 1991年  ゴイアニアEC
- 1991年  インテル・デ・リメイラ
- 1992年 - 1995年  サントスFC
- 1995年  ボタフォゴFR
- 1995年 - 1996年  アル・アハリ・ジッダ
- 1996年8月 - 12月  セレッソ大阪
- 1997年  AEアラサトゥバ
- 1997年  アトレチコ・パラナエンセ
- 1998年  バングーAC
- 1999年  パイサンドゥSC
- 2000年  クルーベ・ド・レモ
- 2001年  バングーAC
- 2001年  ADカボフリエンセ

## 個人成績
| 国内大会個人成績 | 国内大会個人成績 | 国内大会個人成績 | 国内大会個人成績 | 国内大会個人成績 | 国内大会個人成績 | 国内大会個人成績 | 国内大会個人成績 | 国内大会個人成績 | 国内大会個人成績 | 国内大会個人成績 | 国内大会個人成績 |
| 年度             | クラブ           | 背番号           | リーグ           | リーグ戦         | リーグ戦         | リーグ杯         | リーグ杯         | オープン杯       | オープン杯       | 期間通算         | 期間通算         |
| 年度             | クラブ           | 背番号           | リーグ           | 出場             | 得点             | 出場             | 得点             | 出場             | 得点             | 出場             | 得点             |
| 日本             | 日本             | 日本             | 日本             | リーグ戦         | リーグ戦         | リーグ杯         | リーグ杯         | 天皇杯           | 天皇杯           | 期間通算         | 期間通算         |
| ---------------- | ---------------- | ---------------- | ---------------- | ---------------- | ---------------- | ---------------- | ---------------- | ---------------- | ---------------- | ---------------- | ---------------- |
| 1996             | C大阪            | -                | J                | 4                | 0                | 0                | 0                | 0                | 0                | 4                | 0                |
| 通算             | 日本             | 日本             | J                | 4                | 0                | 0                | 0                | 0                | 0                | 4                | 0                |
| 総通算           | 総通算           | 総通算           | 総通算           | 4                | 0                | 0                | 0                | 0                | 0                | 4                | 0                |